# Panamarenko
Panamarenko, pseudonimo di Henri Van Herwegen (Anversa, 5 febbraio 1940 – 14 dicembre 2019), è stato un pittore, scultore e inventore belga.
Fu una delle figure più rilevanti del panorama dell'arte belga negli anni settanta del XX secolo.

## Mostre
Partecipò a numerose mostre in importanti musei ed istituzioni per l'arte contemporanea come la Documenta IX a Kassel; alla Neue Nationalgalerie di Berlino; MUHKA, Anversa; De Vleeshal, Middelburg; The Aeromodeller, Centre national d'art et de culture, Centre Georges Pompidou, Parigi; Van Abbemuseum, Eindhoven; Kunsthalle Basilea.